# Ивичести китове
Ивичестите китове (Balaenopteridae) са семейство беззъби (баленови) китове (Mysticeti) с характерни надлъжни бразди по шията, които подобно гънките на акордеон способствуват устната кухина да се разтваря много широко.
Тези китове се славят като едни от най-големите животни живели някога на Земята, съперничещи по размер дори на динозаврите. Синият кит например достига на дължина до 30-33 m и тегло до 160 тона.
Тялото на ивичестите китове има издължена вретеновидна форма и те плуват сравнително бързо, поддържайки скорост от около 20-26 km/h. За разлика от останалите китове имат и малък гръбен плавник (финка), разположен в задната част на тялото. Балените им са къси (до 1,3 m) и широки в основата си (до 60 cm).

## Класификация
- разред Cetacea – Китоподобни
  - подразред Mysticeti – Беззъби (баленови) китове
    - семейство Balaenopteridae – Ивичести китове
      - род Balaenoptera
        - Balaenoptera musculus – Син кит
        - Balaenoptera physalus – Финвал
        - Balaenoptera borealis – Сейвал
        - Balaenoptera brydei – Ивичест кит на Брюде, брайдов кит
        - Balaenoptera edeni – Ивичест кит на Еден, малък брайдов кит
        - Balaenoptera omurai – нов вид описан през ноември 2003 г.
        - Balaenoptera acutorostrata – Малък ивичест кит
        - Balaenoptera bonaerensis – Южен малък ивичест кит

      - род Megaptera
        - Megaptera novaeangliae – Гърбат кит